# جیرجیرک بیشه‌ای بلوط جنوبی
جیرجیرک بیشه‌ای بلوط جنوبی (نام علمی: Meconema meridionale) نام یک گونه از تیره جیرجیرک‌های بیشه است.